# Valter Nyström

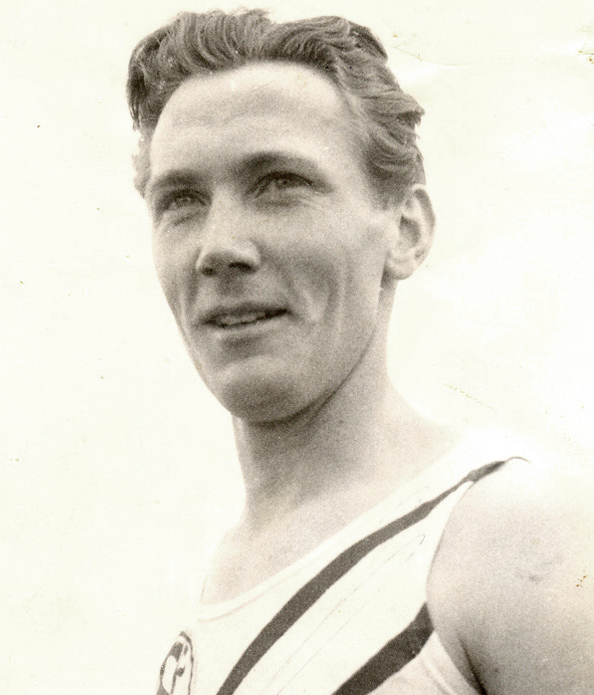
Valter Nyström in den 1940er Jahren

Valter Nyström (Valter Erik Nyström; * 30. Dezember 1915 in Högbo, Sandviken; † 11. März 2011 in Årsunda, Sandviken) war ein schwedischer Langstreckenläufer.
Bei den Olympischen Spielen 1952 wurde er Sechster über 10.000 m. Im selben Jahr verbesserte er den nationalen Rekord von Bertil Albertsson über diese Distanz zunächst auf 29:35,8 min (4. September 1952, Stockholm) und dann auf 29:23,8 min. Diese Marke wurde erst 1970 von Bengt Najde unterboten.
Dreimal wurde er Schwedischer Meister über 10.000 m (1947, 1949, 1951) und zweimal im Crosslauf auf der Langstrecke (1947, 1951).
1952 wurde er mit der Svenska-Dagbladet-Goldmedaille geehrt.

## Persönliche Bestleistungen
- 5000 m: 14:15,8 m, 24. August 1952, Stockholm
- 10.000 m: 29:23,8 min, 14. September 1952, Düsseldorf (ehemaliger schwedischer Rekord)
- Stundenlauf: 18.810 m, 30. September 1951, Sandviken (ehemaliger schwedischer Rekord)
- 25.000 m: 1:21:41,4 h, 29. September 1951, Sandviken (ehemaliger schwedischer Rekord)